# BGL Luxembourg Open 2014
BGL Luxembourg Open 2014 — жіночий тенісний турнір, що проходив на закритих кортах з твердим покриттям. Спонсором турніру був BNP Paribas. Це був 19-й за ліком BGL Luxembourg Open. Належав до категорії International у рамках Туру WTA 2014. Відбувся в Люксембургу (Люксембург). Тривав з 13 до 19 жовтня 2014.

## Очки і призові

### Нарахування очок
| Дисципліна       | П   | Ф   | ПФ  | ЧФ | 1/8 | 1/16 | Q   | Q3  | Q2  | Q1  |
| Одиночний розряд | 280 | 180 | 110 | 60 | 30  | 1    | 18  | 14  | 10  | 1   |
| Парний розряд    | 280 | 180 | 110 | 60 | 1   | Н/Д  | Н/Д | Н/Д | Н/Д | Н/Д |

### Призові гроші
| Дисципліна       | П       | Ф       | ПФ     | ЧФ     | 1/8    | 1/161  | Q3   | Q2   | Q1   |
| Одиночний розряд | €34,677 | €17,258 | €9,113 | €4,758 | €2,669 | €1,552 | €810 | €589 | €427 |
| Парний розряд *  | €9,919  | €5,161  | €2,770 | €1,468 | €774   | Н/Д    | Н/Д  | Н/Д  | Н/Д  |

1 Кваліфаєри отримують і призові гроші 1/16 фіналу

* на пару

## Учасниці основної сітки в одиночному розряді

### Сіяні
| Країна    | Гравчиня         | Рейтинг1 | Сіяна |
| --------- | ---------------- | -------- | ----- |
| Німеччина | Андреа Петкович  | 16       | 1     |
| Франція   | Алізе Корне      | 21       | 2     |
| Німеччина | Сабіне Лісіцкі   | 25       | 3     |
| Чехія     | Барбора Стрицова | 28       | 4     |
| США       | Варвара Лепченко | 39       | 5     |
| Італія    | Роберта Вінчі    | 41       | 6     |
| Бельгія   | Кірстен Фліпкенс | 43       | 7     |
| Румунія   | Моніка Нікулеску | 45       | 8     |

- Рейтинг станом на 6 жовтня 2014

### Інші учасниці
Нижче наведено учасниць, які отримали вайлдкард на участь в основній сітці:
- Юлія Гергес
- Антонія Лоттнер
- Менді Мінелла

Учасниці, що потрапили до основної сітки як особливий виняток:
- Анна-Лена Фрідзам

Нижче наведено гравчинь, які пробились в основну сітку через стадію кваліфікації:
- Деніса Аллертова
- Луціє Градецька
- Унс Джабір
- Юганна Ларссон

### Знялись з турніру
До початку турніру
- Вікторія Азаренко (травма ступні) → її замінила  Полона Герцог
- Ежені Бушар (травма лівого стегна) → її замінила  Марина Еракович
- Кая Канепі → її замінила  Тімеа Бачинскі
- Гарбінє Мугуруса → її замінила  Алісон ван Ейтванк
- Анна Кароліна Шмідлова → її замінила  Патріція Майр-Ахлайтнер
- Гезер Вотсон → її замінила  Кікі Бертенс

### Завершили кар'єру
- Карін Кнапп (травма лівого стегна)

## Учасниці основної сітки в парному розряді

### Сіяні
| Країна    | Гравчиня                | Країна     | Гравчиня               | Рейтинг1 | Сіяна |
| --------- | ----------------------- | ---------- | ---------------------- | -------- | ----- |
| Іспанія   | Анабель Медіна Гаррігес | Іспанія    | Сільвія Солер Еспіноза | 71       | 1     |
| Німеччина | Юлія Гергес             | Німеччина  | Анна-Лена Гренефельд   | 74       | 2     |
| Чехія     | Луціє Градецька         | Чехія      | Барбора Крейчикова     | 176      | 3     |
| Німеччина | Мона Бартель            | Люксембург | Менді Мінелла          | 198      | 4     |

- 1 Рейтинг подано станом на 6 жовтня 2014

## Переможниці

### Одиночний розряд
- Анніка Бек —  Барбора Стрицова 6–2, 6–1

### Парний розряд
- Тімеа Бачинскі /  Крістіна Барруа —  Луціє Градецька /  Барбора Крейчикова 3–6, 6–4, [10–4]